# Georg von Tettau
Georg Abel Ernst Freiherr von Tettau (* 15. September 1837 in Kraphausen bei Tolks, Kreis Preußisch Eylau, Ostpreußen; † 6. Mai 1930 in Königsberg) war ein deutscher Gutsbesitzer, Landwirt und Politiker.

## Leben
Georg von Tettaus Eltern waren Alfred Christoph von Tettau (* 26. Januar 1810; † 26. April 1893) und dessen Ehefrau Elisabeth Emmeline Alexandrine Körner (* 11. Dezember 1812; † 28. September 1884). Sein Vater hatte am 28. August 1865 die preußische Bestätigung des Freiherrntitels erhalten. Georg besuchte nach dem obligaten Privatunterricht die Höhere Bürgerschule auf der Burg Königsberg, war von 1858 bis 1859 an der landwirtschaftlichen Akademie Waldau und diente beim 2. Garde-Regiment zu Fuß. 1866 wurde Tettau Sekonde-Leutnant, war aber nicht im aktiven Kriegsdienst.
Tettau, der häufig „von Tettau-Tolks“ genannt wurde, war von 1896 bis 1919 stellvertretender Vorsitzender der Landwirtschaftskammer Ostpreußen. Ab 1902 war er Mitglied des Preußischen Herrenhauses. 1913 wurde er vom Kaiser zum (letzten) Schlosshauptmann von Königsberg ernannt. 1916 erfolgte die Ernennung zum letzten Obermarschall im Königreich Preußen. Tettau war von 1917 bis 1919 Präsident des Provinziallandtages.
Tettau war seit 1887 Ehrenritter, mit Elard von Oldenburg-Januschau ab 1894 Rechtsritter und bald Mitglied des Konvents des Johanniterordens. An seinem 90. Geburtstag wurde er zum Ehrenkommendator der Preußischen Genossenschaft des Ordens ernannt.

## Familie
Georg von Tettau heiratete am 2. Oktober 1865 Magda Martha Elisabeth Amalie Freiin von Printz (* 6. Juli 1848; † 29. März 1932), Tochter des ostpreußischen Gutsbesitzers auf Hermenhagen und Ernsthof, Leutnant Otto Freiherr von Printz, und der Hedwig von Drigalski.
Aus der Ehe gingen drei Kinder hervor:
- Georg Alfred Otto Ernst (* 25. April 1867; † 1. Dezember 1933), Oberregierungsrat, Rechtsritter des Johanniterordens; Adoptivtochter Edeltraut Gauler, Freiin von Tettau-Gauler.
- Dietrich Hans Eberhard (* 27. November 1868; † 17. Mai 1935), Major a. D, Ehrenritter des Johanniterordens, zweimal verheiratet, drei Kinder, ein Enkelkind
- Magdalene Hedwig Betty Anna (* 16. Februar 1870; † 10. März 1945, für tot erklärt 31. Dezember 1945)